# Tritocosmia roei
Tritocosmia roei är en skalbaggsart som först beskrevs av Hope 1834.  Tritocosmia roei ingår i släktet Tritocosmia och familjen långhorningar. Inga underarter finns listade i Catalogue of Life.